# بیوه جوان
بیوه جوان (انگلیسی: Young Widow) فیلمی در ژانر درام به کارگردانی ادوین ال مارین است که در سال ۱۹۴۶ منتشر شد. از بازیگران آن می‌توان به جین راسل و لوئیس هیوارد اشاره کرد.